# Stemma del Bahrein
Lo stemma del Bahrein (in arabo شعار البحرين‎) è stato disegnato nel 1932 da un consulente britannico dell'allora Emiro del Bahrein, tale Charles Belgrave. Lo stemma contiene le stesse caratteristiche costruttive della bandiera nazionale. Lo stemma ha subìto lievi modifiche nel 1972, nel 2002 e nel 2022.
Lo stemma è composto da una banda bianca superiore, separata da un'area rossa inferiore con una linea spezzata che forma cinque triangoli bianchi che rappresentano i cinque pilastri dell'Islam.

## Storia
Il Trattato generale marittimo del 1820 definì il Bahrein come un protettorato del Regno Unito e stabilì una lunga serie di governatori e consiglieri inglesi degli sceicchi che governavano le isole. Nel 1932, l'allora governatore britannico e consulente dello sceicco, Charles Belgrave, disegnò uno stemma per lo sceicco regnante, Isa bin Ali Al Khalifa. Lo stemma originale era rosso con un dancetée bianco, coronato da una corona araldica di otto punte.
Dopo che il Regno Unito si ritirò dal Bahrein nel 1971, lo stemma fu usato come simbolo della nazione isolana, con l'aggiunta della fascia bianco sopra la fascia rossa già esistente.
Lo stemma è stato modificato nel 2002, quando l'emirato si trasformò in regno, con l'aggiunta di cinque tacche per rappresentare i cinque pilastri della fede musulmana, e nel 2022, con l'aggiunta della corona reale da parte del re Ḥamad bin ʿĪsā Āl Khalīfa.
Lo scudo è quasi identico al disegno della bandiera nazionale, l'unica differenza è che l'intera progettazione viene ruotata in modo che il capo dello scudo appaia come il sollevamento della bandiera.

### Esplicative
1. ↑  In lingua italiana sono usate entrambe le forme "Bahrein" e "Bahrain", con la prima fedele alla fonologia italiana /baˈrɛin/ e la seconda alla traslitterazione dell'arabo البحرين‎, al-Baḥrayn, cfr.  Allegato A5 – Elenco degli Stati, dei territori e delle monete, su style-guide.europa.eu. URL consultato il 15 febbraio 2025.  Calendario Atlante De Agostini 2013, vol. 2, Novara, Istituto geografico De Agostini, 2012,  pp. 137-138, ISBN 978-88-511-1633-0. Baḥrain, in Treccani.it – Enciclopedie on line, Roma, Istituto dell'Enciclopedia Italiana. URL consultato il 15 febbraio 2025.  Luciano Canepari, Bahrain, in Il DiPI: dizionario di pronuncia italiana, Bologna, Zanichelli, 1999, ISBN 88-08-09344-1. 
 Bruno Migliorini et al., Scheda sul lemma "Baḥrain", in Dizionario d'ortografia e di pronunzia, Rai Eri, 2010, ISBN 978-88-397-1478-7.
«adatt. come Bahrein»

### Bibliografiche
1. ↑  (EN) Bahrain, su crwflags.com. URL consultato il 12 febbraio 2025.